# Tōyako
Tōyako (jap. 洞爺湖町 Tōyako-chō) – miasto w Japonii, w prefekturze Hokkaido, w podprefekturze Iburi. Według danych na rok 2020 miejscowość zamieszkiwało 8 442 mieszkańców , a gęstość zaludnienia wyniosła 46,7 os./km².